# Nyikos József
Nyikos József (Nádudvar, 1968. október 9. –) magyar bajnok labdarúgó, középpályás.

## Pályafutása
1987 és 1990 között a Debreceni MSVC labdarúgója volt. Közben 1989–90-ban sorkatonai szolgálata alatt a H. Szabó Lajos SE, a H. Osztapenko SE és a H. Budai SE csapataiban szerepelt kölcsönben. 1990 és 1993 között az FC Hatvan, 1993 és 2000 között a Vác labdarúgója volt. Tagja volt az 1993–94-es bajnokcsapatnak. 1994-ben és 1995-ben a Hatvan, 1999–00-ben a belga Beveren csapatában volt kölcsönjátékos. 2000 és 2002 között a Fóti SE játékosa volt, közben 2000 augusztusa és novembere között a finn FC Lahti csapatában játszott. 2002-ben a Diósgyőri VTK, 2003-ban az Őrbottyán KSE, 2003 és 2011 között a Berkenye SE, 2011–12-ben a Nőtincs SE labdarúgója volt.
1993 és 1999 között 127 élvonalbeli mérkőzésen szerepelt és öt gólt szerzett. 

## Sikerei, díjai
Vác FC-Samsung
- Magyar bajnokság
  - bajnok: 1993–94
- Magyar kupa
  - döntős: 1995